# Aubrey Ngoma
Abrey Bongani "Aubrey" Ngoma (sinh ngày 16 tháng 9 năm 1989 ở Hammanskraal, Gauteng) là một cầu thủ bóng đá người Nam Phi thi đấu ở vị trí tiền vệ chạy cánh cho Mamelodi Sundowns ở Premier Soccer League.
Anh từng thi đấu cho Orlando Pirates và University of Pretoria.